# Barbie Mariposa
Barbie Mariposa – amerykański film animowany z lalką Barbie w roli motylo-wróżki Mariposy, wyprodukowany w 2008 roku.

## Fabuła
Barbie wciela się w rolę motylo-wróżki, pięknej Mariposy. Mariposa i jej przyjaciółka Willow mieszkają w Skrzydłolandii. Mariposa pracuje u dwóch sióstr. Pewnego dnia zła Hena truje królową państwa. Syn królowej, chcąc znaleźć antidotum na truciznę Heny, odszukuje Mariposę. Tylko ona może pomóc, bo potrafi czytać z gwiazd! Mariposa, Rayna i Rayla opuszczają więc Skrzydłolandię w poszukiwaniu odtrutki. Jednak gdy docierają na teren Skizydów gubią mapę, dzięki Mariposie uciekają potworom i odnajdują drogę do Przedzikości. Tam spotykają Zinzzie, małego zajączka, która zaprowadza ich do Centrum Przedzikości. Mariposa spotka jeszcze nieznośne syrenki, potwora morskiego i trafi do paszczy lwa, jednak w końcu dzięki odwadze i sercu odnajduje odtrutkę, powraca do Skrzydłolandii i ratuje królową.

## Obsada
- Kelly Sheridan – Elina
- Lee Tockar – Bibie
- Chiara Zanni – Mariposa
- Tabitha St.Germain – Willa
- Alekssandro Juliani – książę Carlos
- Kathleen Barr – Rayna
- Erin Mathews – Rayla
- Nicole Oliver – Hena
- Alistair Abel – Lord Gastrous

## Wersja polska
- Beata Wyrąbkiewicz – Elina
- Lee Tockar – Bibie
- Dominika Kluźniak – Mariposa
- Brygida Turowska – Willa
- Tomasz Steciuk – książę Carlos
- Julia Kołakowska – Rayna
- Katarzyna Pysiak – Rayla
- Joanna Węgrzynowska – Hena
- Andrzej Chudy – Lord Gastrous
- Dominika Sell - Zinzi
- Joanna Pach – Syrenka #1 (Anemon)
- Kamilla Baar – Syrenka #2 (Koral)